# لين فيرنون
لين فيرنون هي مغنية أوبرا كندية، ولدت في 19 أغسطس 1944.